# Hildegard Wall
Lina Hildegard Wall, auch Hilde Wall (* 24. September 1894 in Braunschweig; † 13. Juni 1980 in Limeil-Brévannes), war eine deutsche Schauspielerin der Stummfilmzeit.

## Hintergrund
Hildegard Wall, als Schauspielerin auch verkürzt zu Hilde Wall, trat zwischen 1919 und 1922 in Filmen der Emelka Münchener Lichtspielkunst AG auf, wo sie unter den Regisseuren Peter, Ottmar und Franz Ostermayr, welcher sich Franz Osten nannte, arbeitete. Darunter waren zwei Verfilmungen von Romanen des bayerischen Heimatautors Ludwig Ganghofer und eine nach einer Vorlage des phantastischen Schriftstellers Karl Hans Strobl. Zu zwei Filmen lieferte Alfred Schirokauer das Manuskript.
Hildegard Wall war seit 1926 bis zu dessen Tod am 26. März 1957 mit dem Regisseur und Autor Max Ophüls (eigtl. Oppenheimer) verheiratet, mit dem sie den Sohn Marcel hatte; Marcel Ophüls wurde Dokumentar- und Spielfilmregisseur.

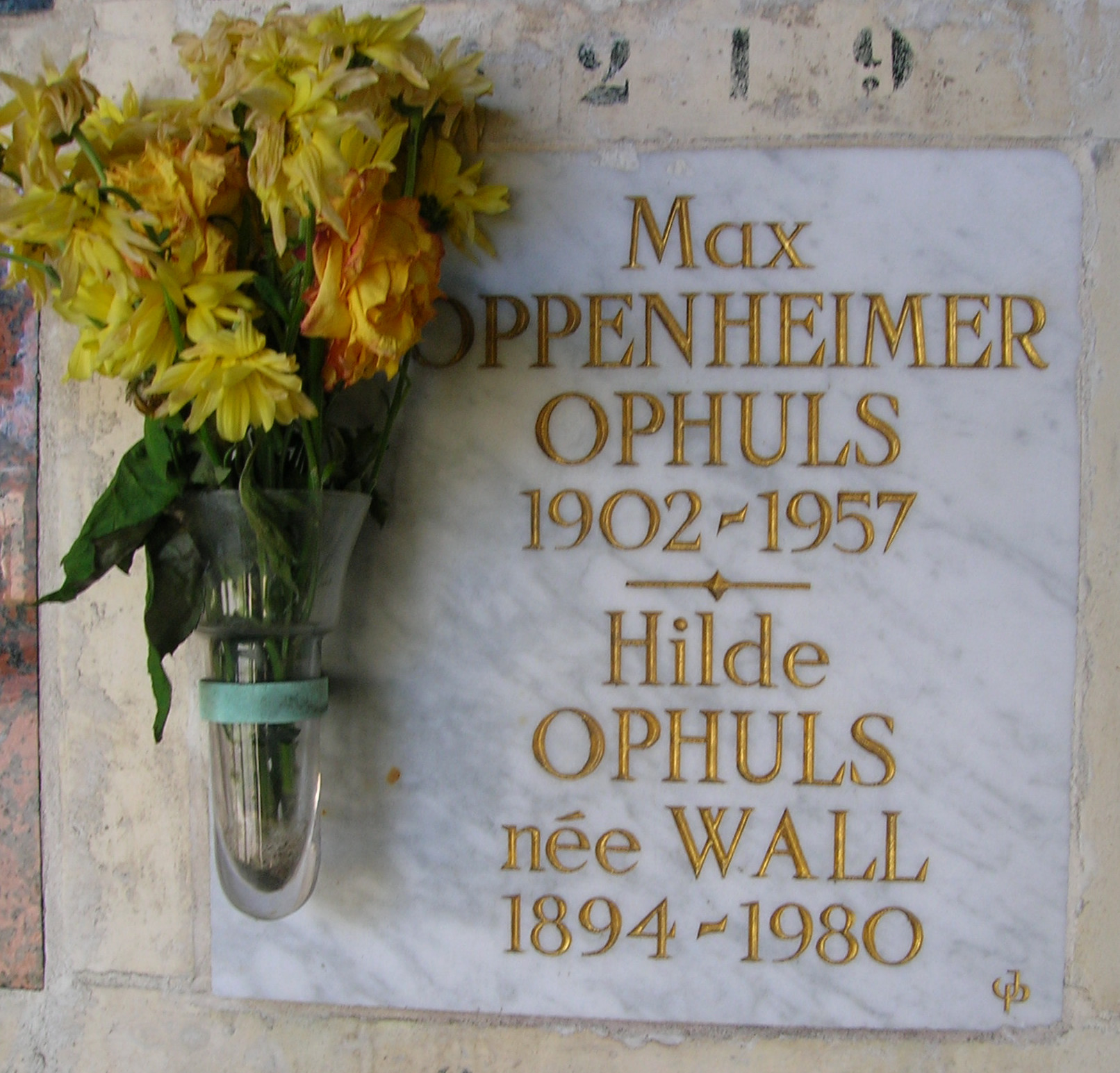

Sie starb als Hildegard Oppenheimer-Wall in Paris, Frankreich, im Alter von 85 Jahren und wurde in Paris im Kolumbarium des Friedhofs Père-Lachaise bestattet.

## Filmographie
- 1919 Der Tod von Phaleria [Rolle: Odano (als Hilde Wall)]
- 1919 Der Schattenspieler (als Hilde Wall)
- 1919 Sodoms Töchter (als Hilde Wall)
- 1919 Am Weibe zerschellt [Rolle: Schwester Sigrid Mayen (als Hilde Wall)]
- 1920 Der Klosterjäger (nach dem Roman von Ludwig Ganghofer) [Rolle: Zenza (als Hilde Wall)]
- 1921 Der Mann im Salz (nach dem Roman von Ludwig Ganghofer) [Rolle: Magda – Strenzingers Schwägerin (als Hilde Wall)]
- 1922 Die Trutze von Trutzberg [Rolle: Tochter des Junkers]